# Legrad

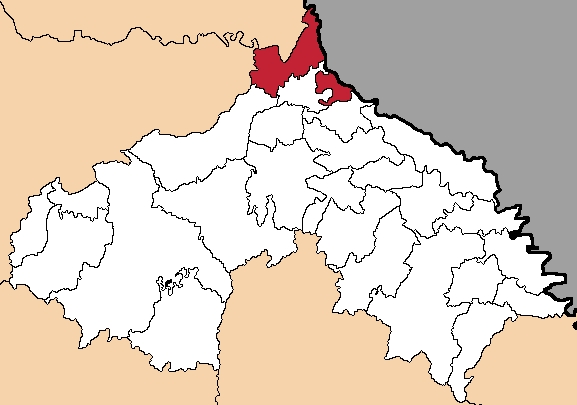
Lage der Gemeinde Legrad in der Gespanschaft Koprivnica-Križevci

Legrad  (ungarisch Légrád) ist ein Ort in der Gespanschaft Koprivnica-Križevci in Kroatien. Neben dem gleichnamigen Hauptort umfasst die Gemeinde sechs weitere Siedlungen. Sie hat insgesamt 1916 Einwohner (2021), davon 862 Einwohner im Hauptort.

## Siedlungen der Gemeinde
Laut der Volkszählung von 2021 haben die Ortschaften der Gemeinde Legrad zusammen 1916 Einwohner.
- Antolovec – 52
- Kutnjak – 220
- Legrad – 862
- Mali Otok – 115
- Selnica Podravska – 254
- Veliki Otok – 242
- Zablatje – 171

## Geographie
Legrad liegt nahe der kroatisch-ungarischen Grenze, am Zusammenfluss von Drau und Mur.

## Bevölkerung
| Bevölkerungsentwicklung | Bevölkerungsentwicklung | Bevölkerungsentwicklung | Bevölkerungsentwicklung | Bevölkerungsentwicklung | Bevölkerungsentwicklung | Bevölkerungsentwicklung | Bevölkerungsentwicklung | Bevölkerungsentwicklung | Bevölkerungsentwicklung | Bevölkerungsentwicklung | Bevölkerungsentwicklung | Bevölkerungsentwicklung | Bevölkerungsentwicklung | Bevölkerungsentwicklung | Bevölkerungsentwicklung | Bevölkerungsentwicklung |
| ----------------------- | ----------------------- | ----------------------- | ----------------------- | ----------------------- | ----------------------- | ----------------------- | ----------------------- | ----------------------- | ----------------------- | ----------------------- | ----------------------- | ----------------------- | ----------------------- | ----------------------- | ----------------------- | ----------------------- |
| 1857                    | 1869                    | 1880                    | 1890                    | 1900                    | 1910                    | 1921                    | 1931                    | 1948                    | 1953                    | 1961                    | 1971                    | 1981                    | 1991                    | 2001                    | 2011                    | 2021                    |
| 4438                    | 5147                    | 4974                    | 5489                    | 5629                    | 5678                    | 5891                    | 5724                    | 5701                    | 5611                    | 5268                    | 4549                    | 3746                    | 3200                    | 2764                    | 2241                    | 1916                    |

## Sehenswürdigkeiten
- Die Kirche der Heiligen Dreifaltigkeit wurde zwischen den Jahren 1769 und 1783 erbaut. Bei dem Gotteshaus handelt sich um einen einschiffigen Bau mit einem runden Chor, an den sich eine Sakristei mit einem Oratorium anschließt. Der klassizistische Hauptaltar wurde erst später im Jahr 1870 errichtet, während die anderen fünf Barockaltäre bereits zwischen 1757 und 1788 entstanden. Die Wandmalereien aus dem 18. Jahrhundert gehören zur Tiroler Illusionsschule mit spätbarock-klassizistischen Merkmalen und die Buntglasfenster wurden im Jahr 1910 installiert.[3]
- Eine Gruppe von fünf Säulen befindet sich in einem weitläufigen Park neben der Pfarrkirche der Heiligen Dreifaltigkeit. Die Säulen sind in einer Komposition nach dem Prinzip der barocken Unterordnung angeordnet, wobei die zentrale vertikale Achse betont wird. Vier kleinere Säulen umgeben das Zentrum des Objektes, eine korinthische Säule, die pyramidenförmig aufragt. Auch die Skulpturen folgen in ihrer Anordnung einer pyramidenförmigen Komposition. Auf vier Säulen mit quadratischem Querschnitt erheben sich Skulpturen von Schutzheiligen gegen die damals weit verbreitete Pest.[4]
- Eine einschiffige Kirche mit einem runden Chorraum von gleicher Breite wie das Kirchenschiff und einem Glockenturm an der Hauptfassade befindet sich auf dem Friedhof von Legrad. Sie wurde im Jahr 1840 erbaut und im Jahr 1924 renoviert. Das Gotteshaus ist mit einer böhmischen Kappe gekrönt, während sich über dem Altarraum eine Kalotte befindet.[5]

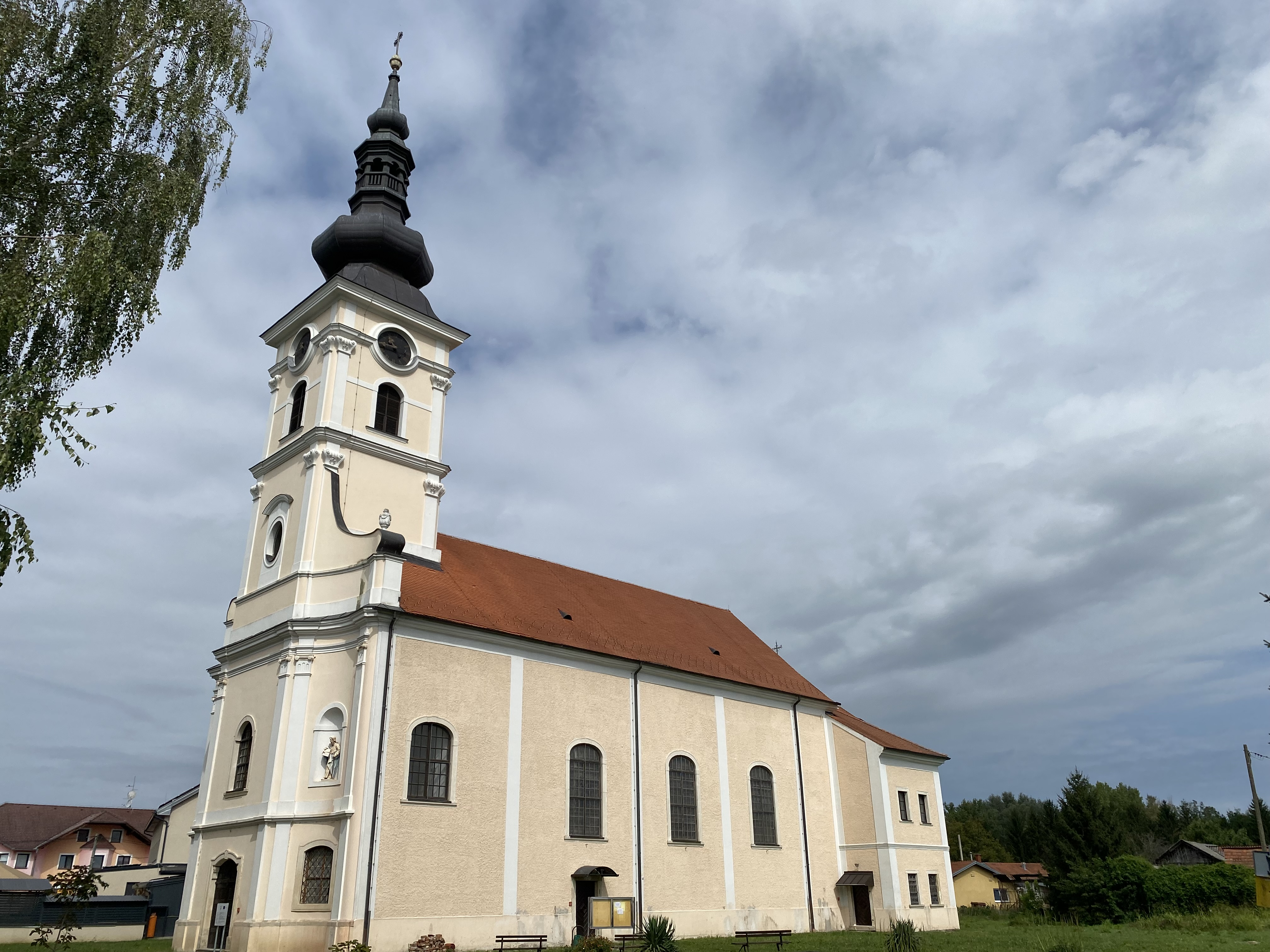
Römisch-katholische Kirche in Legrad
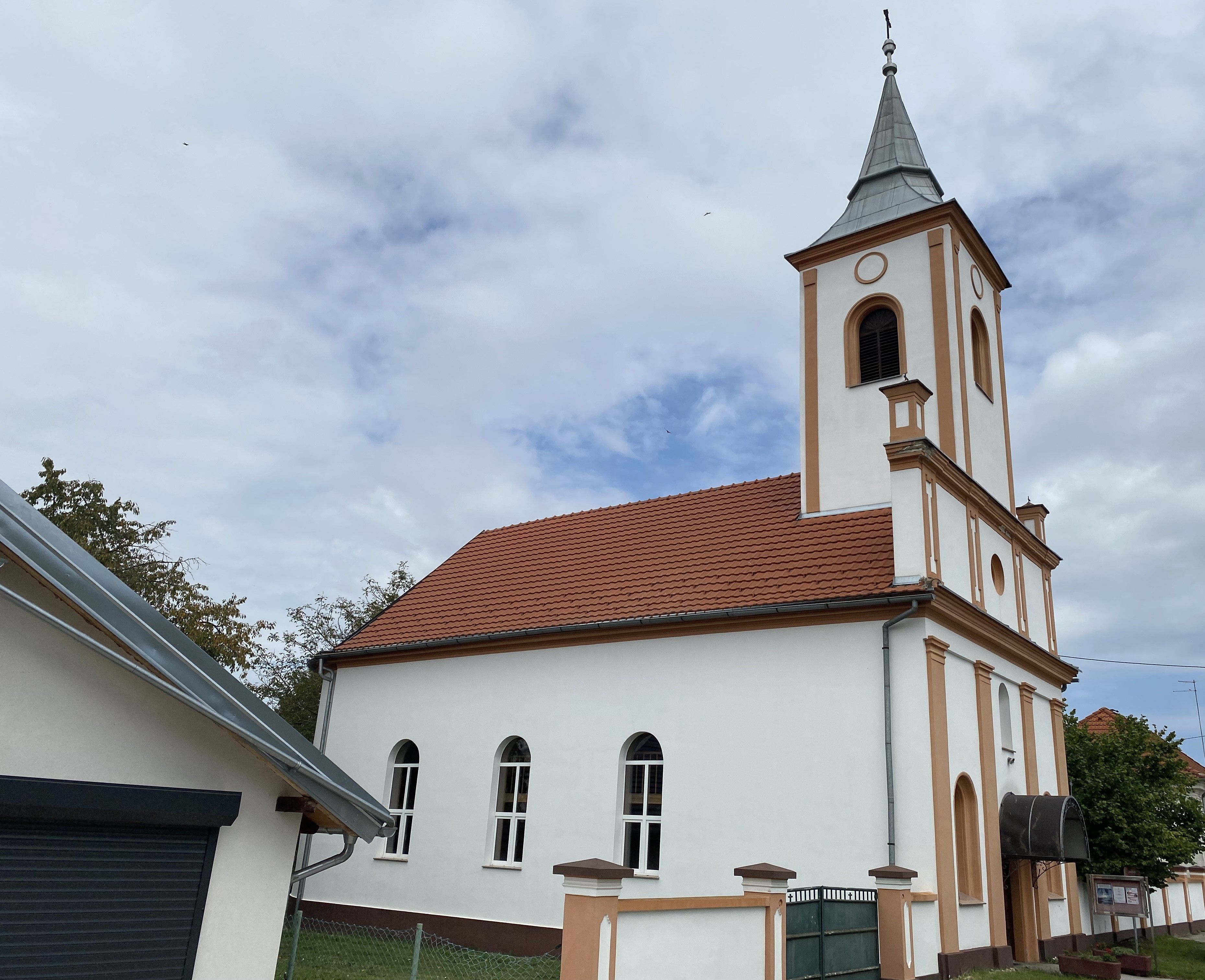
Evangelische Kirche
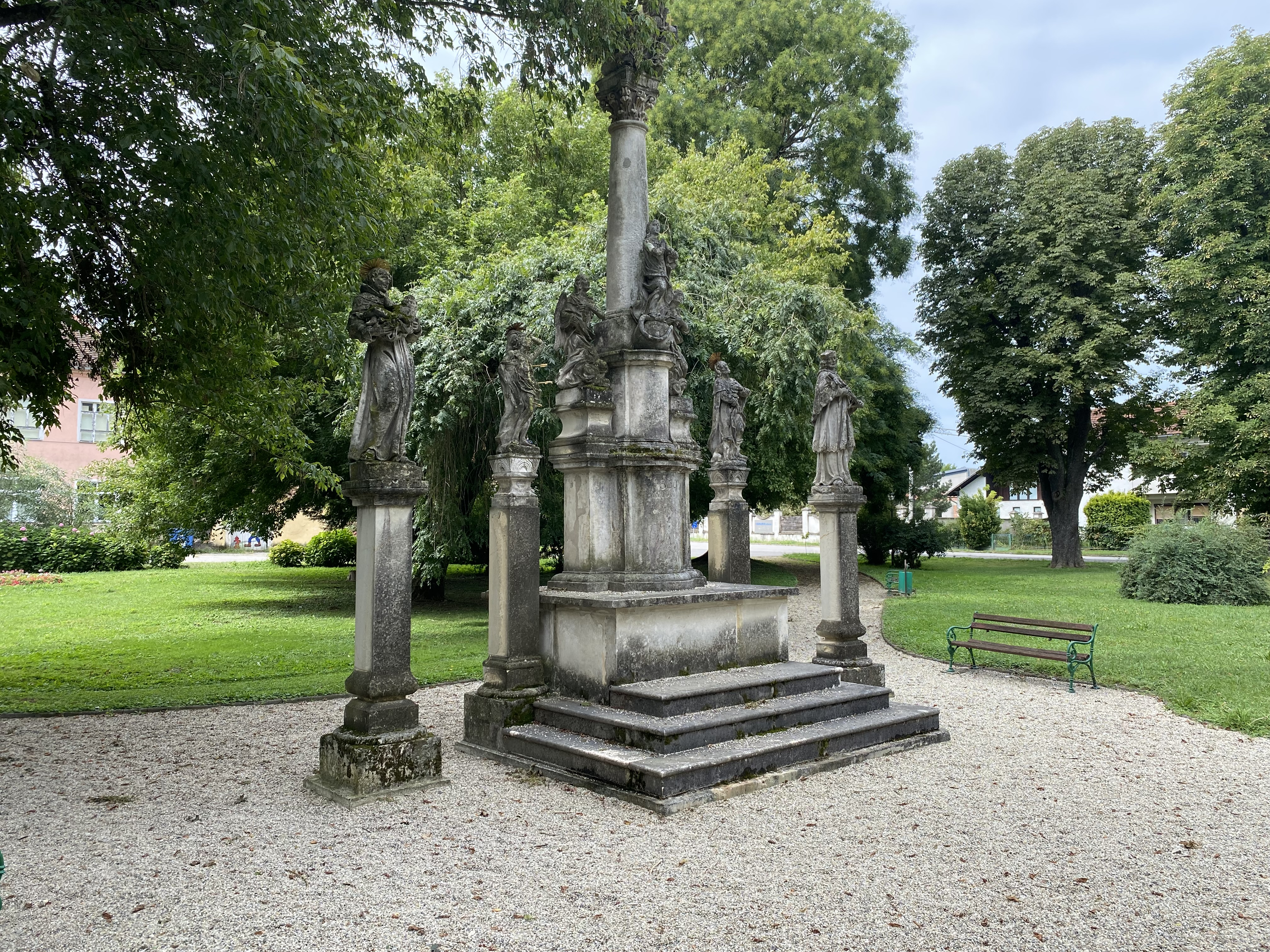
Säulen der Heiligen Dreifaltigkeit im Park
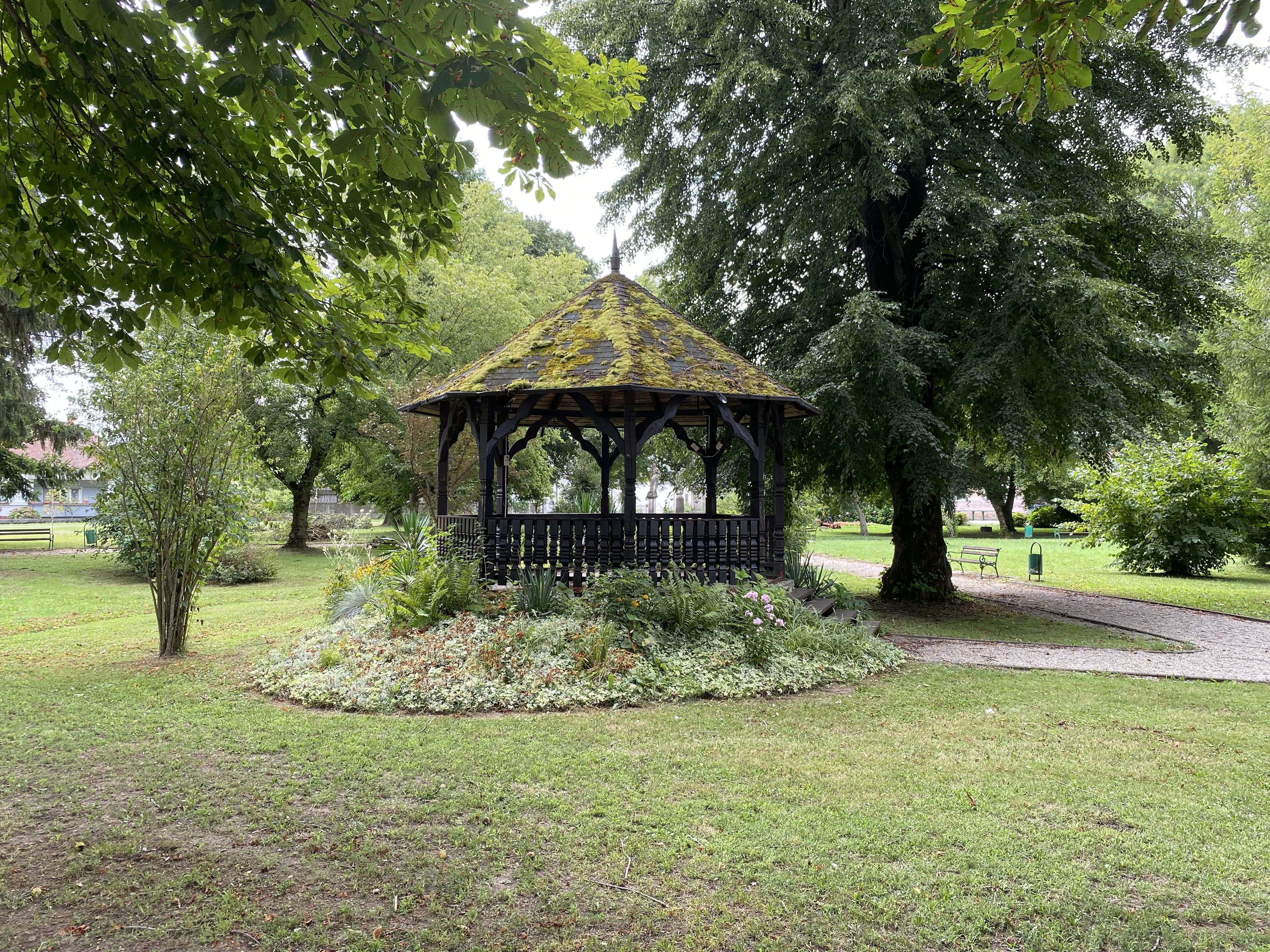
Pavillon im Park
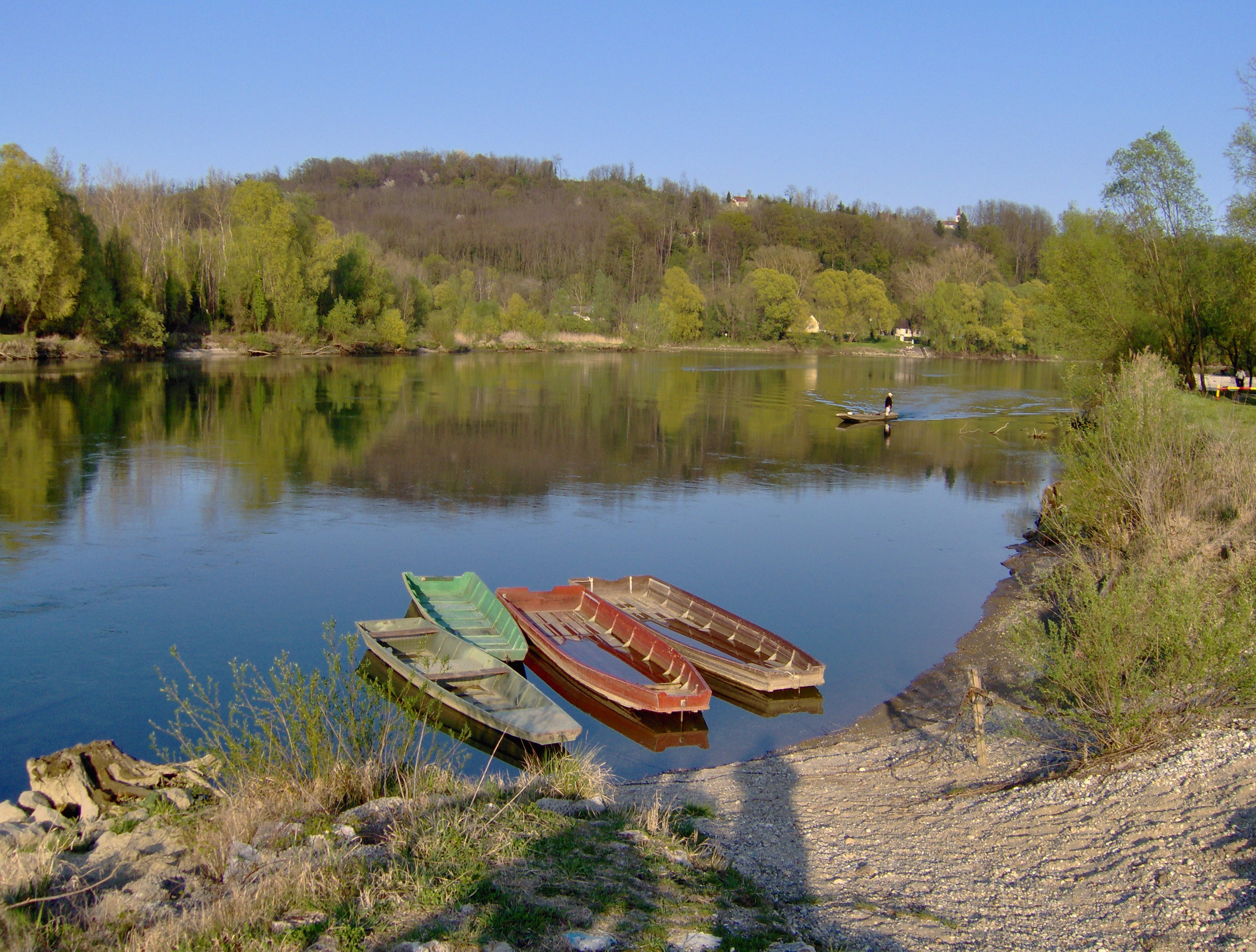
In der Nähe von Legrad

## Sport
Der NK Graničar Legrad ist der einzige Fußballclub in Legrad, der in der 1. ŽNL Koprivničko-Križevačka spielt.

## Bildung
- Öffentliche Volkshochschule

## Persönlichkeiten
- Zoran Ivić (* 12. Dezember 1965), Kriegsveteran (bekannt vom Plakat Hrvatska vas zove!) und Politiker (A-HSP)